# 471 v.Chr.
Het jaar 471 v.Chr. is een jaartal volgens de christelijke jaartelling.

## Gebeurtenissen

### Italië
- Wetgevende macht wordt bij de Lex Publilia Voleronis verleend aan het concilium plebis en de volkstribunen van Rome.[1]

### Griekenland
- Themistocles wordt beschuldigd van omkoperij en door ostracisme verbannen naar Argos.
- Ephialtes volgt Themistocles op als leider van de democraten.